# Sistema di controllo della tracciabilità dei rifiuti
Il SISTRI (acronimo per sistema di controllo della tracciabilità dei rifiuti) è stato il sistema informativo voluto dal Ministero dell'Ambiente italiano per monitorare i rifiuti pericolosi tramite la tracciabilità degli stessi. Con l'articolo 6 del Decreto-legge 14 dicembre 2018, n. 135 se ne è decretata la soppressione, non essendo, tra l'altro, mai entrato definitivamente in funzione. Si trattava, in pratica, di trasferire in formato digitale i previgenti adempimenti documentali precedentemente svolti in forma cartacea e basati sul Modello unico di dichiarazione ambientale (MUD), sul Registro di carico e scarico dei rifiuti e sul Formulario di identificazione dei rifiuti (FIR). Il sistema si basava sull'utilizzo di due apparecchiature elettroniche: una cosiddetta "black box" (cioè un trasponder), da montare sui mezzi adibiti al trasporto dei rifiuti per tracciarne i movimenti, e una token USB da 4 Gb equipaggiata con un software per autenticazione forte e firma elettronica che viaggia assieme ai rifiuti, su cui sono salvati tutti i dati ad essi relativi.

## Soggetti obbligati o Soggetti esentati
Erano obbligati ad aderire: 
- gli enti e le imprese produttori iniziali di rifiuti speciali pericolosi con più di 10 dipendenti;
- gli enti o le imprese che raccolgono, trasportano o gestiscono rifiuti speciali pericolosi a titolo professionale, compresi i vettori esteri che operano sul territorio nazionale;
- in caso di trasporto intermodale, i “soggetti ai quali sono affidati i rifiuti speciali pericolosi in attesa della presa in carico degli stessi da parte dell'impresa navale o ferroviaria o dell'impresa che effettua il successivo trasporto;
- gli enti o le imprese che effettuano operazioni di trattamento, recupero, smaltimento, commercio e intermediazione di rifiuti urbani e speciali pericolosi;
- i Comuni e le imprese di trasporto dei rifiuti urbani del territorio della Regione Campania.[1]

Erano esentati dalla iscrizione al Sistri (ma comunque tenuti agli adempimenti legati al sistema "cartaceo" di tracciabilità: Modello Unico di Dichiarazione Ambientale, Formulario d'Identificazione Rifiuto e Registro di Carico e Scarico): 
- i produttori iniziali di rifiuti non pericolosi e di pericolosi fino a 10 dipendenti compresi;
- gli enti e le imprese che effettuano attività di raccolta, trasporto e gestione dei rifiuti non pericolosi;
- i raccoglitori e i trasportatori di rifiuti urbani del territorio di Regioni diverse dalla Regione Campania.[2]

Il numero delle imprese coinvolte originariamente dal SISTRI è stato stimato in 400.000, e a fine del 2010 si contavano 300.000 aziende e 60.000 trasportatori iscritti. Si stima che, stante la progressiva riduzione della platea dei Soggetti obbligati essi ammontassero, a fine 2018, a circa 30/40.000 unità.

## Operatività
Il sistema per la tracciabilità dei rifiuti è stato istituito e disciplinato dal decreto ministeriale 17 dicembre 2009 e in seguito modificato con altri quattro decreti i quali, tra l'altro, hanno prorogato l'entrata in funzione della sua piena operatività. IL sistema è stato infine soppresso con il DECRETO-LEGGE 14 dicembre 2018, n. 135.
In base alle penultime modifiche conseguenti alla conversione in legge della cosiddetta "Manovra bis" (D.L. 13 agosto 2011, n. 138, convertito, con modificazioni, in Legge 14 settembre 2011, n. 148) entrerà in funzione il 2 aprile 2012 (l'iniziale scadenza del 9 febbraio 2012 è stata modificata dal C.D.M. del 23 dicembre 2011) per quasi tutti i soggetti obbligati per i quali diverrà la modalità per documentare la corretta gestione dei rifiuti speciali (e degli urbani in Campania).
Il testo originario della "Manovra bis" aveva previsto, all'art. 6, commi 2 e 3, l'abolizione del SISTRI, previsione che, come detto, è stata modificata "sostituendo" la soppressione del Sistema informatico, essenzialmente, con una nuova proroga della sua data di avvio fissata al 9 febbraio 2012 tranne che per le microimprese.
Infatti, accanto alla nuova proroga dell'avvio del SISTRI, la Legge n. 148/2011 ha mantenuto fermo quanto disposto dal cosiddetto "decreto sviluppo" (D.L. n. 70/2011) il quale, all'art. 6, comma 2, lettera f-octies), ha previsto che per i soggetti indicati dall'art. 1, comma 5, del D.M. 26 maggio 2011 (cioè i produttori di rifiuti con massimo 10 dipendenti), la data di avvio del SISTRI venga stabilita con un successivo D.M., e che comunque non debba essere antecedente al 1º giugno 2012.
Il sistema Sistri è entrato in vigore il 3 marzo 2014 per i seguenti enti ed imprese: 
- produttori iniziali di rifiuti speciali pericolosi
- Comuni e le imprese di trasporto dei rifiuti urbani del territorio della Regione Campania.[2]

L'11 febbraio con L. 12/2019 è stato convertito il D.L. 135/2018, cosiddetto “Decreto semplificazioni”. La prima versione del decreto prevedeva la soppressione del Sistri, in vista di un nuovo sistema di tracciabilità dei rifiuti. In sede di conversione del decreto legge, tale sistema è stato individuato in un Registro elettronico nazionale per la tracciabilità dei rifiuti, gestito direttamente dal Ministero dell'ambiente, da istituirsi con apposito decreto. Si attende dunque l’emanazione del decreto che stabilirà le regole operative e darà il via al funzionamento del nuovo Registro.
Dal 1º gennaio 2019 e fino al termine di piena operatività del Registro elettronico nazionale, la tracciabilità dei rifiuti è garantita effettuando gli adempimenti di cui agli articoli 188, 189, 190 e 193 del Codice Ambiente nel testo previgente alle modifiche apportate dal decreto legislativo 3 dicembre 2010, n. 205 (decreto di attuazione della direttiva 2008/98/CE sui rifiuti).

## Contributo SISTRI e sanzioni
Il SISTRI prevedeva il pagamento di un contributo annuale.
Le sanzioni per l'omessa iscrizione, il mancato pagamento del contributo annuale e per omissioni e errori nell'immissione dei dati nel sistema telematico furono introdotte dal d.lgs. 205/2010.
Era previsto il pagamento del contributo annuale per l'anno 2014 da effettuarsi entro il 31/01/2015. Inoltre fu previsto il versamento del contributo per l'anno 2015 entro il 30/04/2015
Nonostante il sistema sia stato operativo de jure dal 3 marzo 2014, le sanzioni per i mancati adempimenti legati al SISTRI sono state erogate solo a partire dal 1º gennaio 2016 (inizialmente era stato stabilito il termine del 1º gennaio 2015).
Le sanzioni per la mancata iscrizione e per il mancato versamento dei contributi (originariamente fissate al 1º febbraio 2015), per effetto della Legge 27/02/2015, n. 11, decorsero invece dal 1º aprile 2015.
Dopo la sua soppressione si è tornato ad erogare sanzioni per mancati adempimenti legati al sistema "cartaceo" di tracciabilità (Modello Unico di Dichiarazione Ambientale, Formulario d'Identificazione Rifiuto e Registro di Carico e Scarico).

## Storia e rinvii
Il progetto del sistema integrato di gestione dei rifiuti viene avviato nel 2007 dall'allora ministro dell'ambiente Alfonso Pecoraro Scanio, sotto il Governo Prodi, e arrivano a uno stato avanzato con cui il successivo Governo Berlusconi. Il 5 settembre del 2008 il presidente del Consiglio Berlusconi firma il decreto che pone il segreto di Stato sul progetto, giustificato sostenendo che si stava impiegando una "avanzatissima tecnologia militare", la quale deve essere il più possibile inaccessibile agli operatori illegali dello smaltimento dei rifiuti.
Il 14 dicembre 2009 il Ministero dell'Ambiente firma con la società Selex Service Management (gruppo Finmeccanica) l'accordo per la progettazione e la gestione del SISTRI. Tale contratto prevedeva il versamento a Selex Service Management di una quota fissa di 28 milioni di euro l'anno dal Ministero e di una variabile 65 e i 70 milioni costituita da una parte dei versamenti delle imprese per l'iscrizione al sistema.
Il decreto ministeriale 17 dicembre 2009 sancì quindi la nascita del SISTRI stabilendo i soggetti obbligati ad aderirvi, le linee guida, il regime transitorio per il passaggio al nuovo sistema, le apparecchiature elettroniche di cui le aziende dovranno dotarsi e i costi a carico delle stesse.
A maggio 2011, il cosiddetto "click day", cioè il collaudo generale del sistema voluto dalle principali Associazioni imprenditoriali in vista dell'imminente partenza del sistema del 1º giugno (in seguito ulteriormente prorogata), portò risultati al di sotto delle attese: un terzo delle imprese coinvolte registrò problemi nella gestione del sistema, a causa di malfunzionamenti delle apparecchiature elettroniche e di carenze del sistema informativo centrale che non fu in grado di garantire l'accesso a tutti gli operatori.
L'entrata in vigore del SISTRI, inizialmente prevista per luglio 2010, è stata poi rinviata:
- al 1º ottobre 2010[7]
- al 1º gennaio 2011
- al 31 maggio 2011[8]
- al 1º giugno 2011
- al 1º settembre 2011[9]
- al 2 aprile 2012 (decreto "Milleproroghe" del 23 dicembre 2011)[10]
- al 30 giugno 2013[11]
- al 1º ottobre 2013[11]

Il 1º ottobre 2013 il SISTRI entrò in vigore per gli Enti o le imprese che raccolgono o trasportano rifiuti pericolosi a titolo professionale o che effettuano operazioni di trattamento, recupero, smaltimento, commercio e detenzione di rifiuti pericolosi, inclusi i nuovi produttori (art. 11, co. 2).
A partire dal 3 marzo 2014 il SISTRI si applicò anche a i produttori iniziali di rifiuti pericolosi e ai Comuni e le imprese di trasporto dei rifiuti urbani del territorio della regione Campania (art. 11, co. 3).
L'entrata in vigore fu comunque solo in via sperimentale e non valse a sostituire il previgente sistema cartaceo. Anzi, affiancando il nuovo sistema telematico a quello tradizionale cartaceo, gli oneri per le imprese obbligate raddoppiarono, con buona pace della proclamata "semplificazione".

## Controversie

### Aggiudicazione del progetto e segreto di Stato
Il decreto istitutivo del SISTRI sanciva che, oltre all'offerta della Selex Service Management, il Ministero ne doveva vagliare altre cinque in una regolare gara d'appalto. Tuttavia, cinque imprese informatiche presentarono ricorso sostenendo di non essere state prese in considerazione. A maggio 2011, quando era attesa la sentenza, il ricorso è stato ritirato dopo che le imprese in questione sono giunte ad un accordo con la Selex Service Management. I dettagli dell'accordo non sono stati resi noti, ma alcune fonti sostengono che alla base ci sia la promessa di coinvolgere queste imprese nella successiva gestione del sistema.
Nel 2011 parte anche un'indagine della procura di Napoli in merito all'aggiudicazione del progetto. Nel registro degli indagati vengono iscritti, tra gli altri, il capo della segreteria tecnica del ministro Prestigiacomo, Luigi Pelaggi, e l'amministratore delegato della Selex Service Management Sabatino Stornelli, già conoscenti per aver lavorato negli anni precedenti nel gruppo Telecom. I reati ipotizzati sono: associazione a delinquere finalizzata alla truffa, abuso d'ufficio e false fatturazioni. Tra gli obiettivi dell'indagine c'è stata la concessione in subappalto di parte dei lavori da Selex Service Management ad aziende terze, nonostante vigesse il segreto di Stato. A tal proposito, gli avvocati del Ministero dell'Ambiente hanno inizialmente sostenuto che il segreto di Stato vigeva sull'intero progetto, ma l'Avvocatura dello Stato ha chiarito nell'ottobre 2011 che la segretezza riguardava esclusivamente l'assegnazione dell'appalto, non il progetto nel suo complesso, sancendo così il mero segreto amministrativo. Il segreto fu tuttavia tolto e il nome della Selex Service Management venne reso pubblico.
Nel 2012 DigitPA l'Ente nazionale per la digitalizzazione della Pubblica amministrazione, incaricato di una revisione del contratto con Selex Service Management dal neo ministro Corrado Clini, ha anch'essa sancito nelle sue conclusioni che le procedure seguite nell'aggiudicazione del contratto non erano compatibili con i principi di trasparenza.
L'indagine della procura di Napoli ha portato il 17 aprile 2013 a 22 provvedimenti di custodia cautelare, di cui tre in carcere (Sabatino Stornelli, suo fratello Maurizio e Francesco Paolo Di Martino, titolare di Viacom) e gli altri 19 agli arresti domiciliari. Il provvedimento ha portato anche al sequestro di 10 milioni di euro, di cui 7 solo a carico della società Selex.
La posizione di Carlo Malinconico, originariamente coinvolto dalle indagini della Procura di Napoli, è stata poi archiviata dal Tribunale di Roma, su proposta del Pubblico Ministero, che ha così escluso qualsiasi forma di responsabilità dell'ex sottosegretario.

### Termini e costi del contratto con Selex Service Management
In merito al costo del progetto per lo Stato, è stato criticato il prezzo pagato a Selex Service Management per le black box. Si trattava di trasponder già commercializzati da Viacom, che li affittava al pubblico a 35 euro l'anno, mentre il contratto prevede che il Ministero dell'Ambiente li paghi 500 euro.
Il contratto con Selex Service Management non prevedeva inoltre alcun onere a carico dell'impresa nel caso in cui il sistema implementato non sia operativo.

### Perdite per le imprese
Nonostante i continui rinvii per la partenza del SISTRI, le imprese e i trasportatori del settore hanno versato annualmente dal 2010 un contributo per il suo funzionamento. Per questa ragione erano diventate sempre più insistenti le richieste di sospensione del pagamento fino all'entrata in vigore del sistema.
In una nota del 20 aprile 2012 la Confindustria segnalò "il dovere morale di annullare un contributo per il 2012, per un Sistema rinviato ben otto volte e che ha perso ogni credibilità", spingendo il ministro Clini a rimandare la data del pagamento al 30 novembre successivo.

### SETRI
Nell'estate 2012 viene reso noto il progetto di un sistema alternativo al SISTRI, detto SETRI (Sistema Elettronico Tracciabilità Rifiuti), formulato da Assintel (Associazione Nazionale Imprese Ict) e ConfTrasporti (Confederazione Trasporto - Spedizione - Logistica), e proposto ai Ministeri dell'Ambiente e dello Sviluppo Economico. Tale sistema, nelle intenzioni delle due associazioni, era un'alternativa ideata per superare le difficoltà tecnico-operative che hanno impedito la definitiva messa in funzione del SISTRI. In realtà, neanche questo sistema sembrava raggiungere il necessario obiettivo di semplificazione, in quanto orientato agli interessi economici delle software house che lo hanno concepito più che alle reali necessità dei soggetti obbligati.

## Il nuovo SISTRI
Nel 2014 il Ministero dell'Ambiente, con il decreto legge 12 settembre 2014 n.133 (decreto "Sblocca Italia") decise di avvalersi di Consip per bandire la gara relativa al nuovo sistema, da affidare in concessione. Con il "milleproroghe" 2014 viene anche stabilita la sospensione delle sanzioni (secondo lo schema sopra ricordato) alle imprese ancora inadempienti in vista della realizzazione del nuovo sistema che, come viene dichiarato , avrebbe dovuto essere più a misura degli operatori e affidato con una procedura trasparente.
Il 26 giugno 2015 Consip mette a gara una concessione quinquennale con una base d'asta di 260 milioni di euro.
Ad agosto 2016 Consip aggiudica la gara per la gestione in concessione del nuovo sistema al raggruppamento di imprese formato da AlmavivA, TIM e Agriconsulting, con un contratto della durata di 5 anni prorogabili di altri 2.

## Transizione dal SISTRI al RENTRI
Nel 2019, il SISTRI è stato ufficialmente dismesso a causa di problematiche legate alla complessità e alle inefficienze del sistema. Al suo posto è stato introdotto il RENTRI (Registro Elettronico Nazionale per la Tracciabilità dei Rifiuti), un nuovo sistema di tracciabilità che mira a superare le criticità del precedente. Il RENTRI è progettato per essere più intuitivo, meno oneroso e per fornire una tracciabilità più efficiente dei rifiuti speciali e pericolosi, garantendo l'adeguamento alle normative europee in materia di gestione dei rifiuti. Il nuovo sistema è operativo a partire dal 15 giugno 2023 ed è stato sviluppato tenendo conto delle esigenze degli operatori del settore per semplificare la gestione e il monitoraggio dei rifiuti. Il "click day", con l'effettiva entrate in vigore dei nuovi sistemi di tracciamento, è stato il 13 febbraio 2025.